# Achyrolimonia pothos
Achyrolimonia pothos is een tweevleugelige uit de familie steltmuggen (Limoniidae). De soort komt voor in het Afrotropisch gebied.